# Trochulus hispidus
Espèce
Synonymes
- Trichia hispida[1]
- Trochulus oreinos (Wagner, 1914) (préféré par UICN)
- Trichia oreinos (Wagner, 1914)

Statut de conservation UICN

LC  : Préoccupation mineure
Trochulus hispidus (autrefois dénommé Trichia hispida)  est un petit escargot terrestre (gastéropode) appartenant au groupe des pulmonés et à l'ordre des Stylommatophora. Il est notamment caractérisé par une coquille recouverte de petits poils durs. Son nom commun francophone est Veloutée commune.

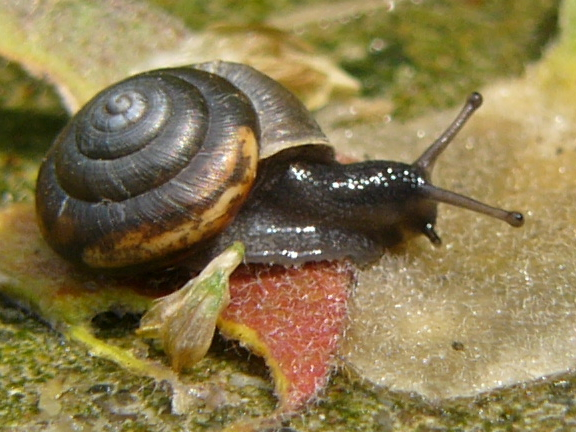
Individu âgé de l'espèce Trochulus hispidus, ayant perdu la plupart de ses poils

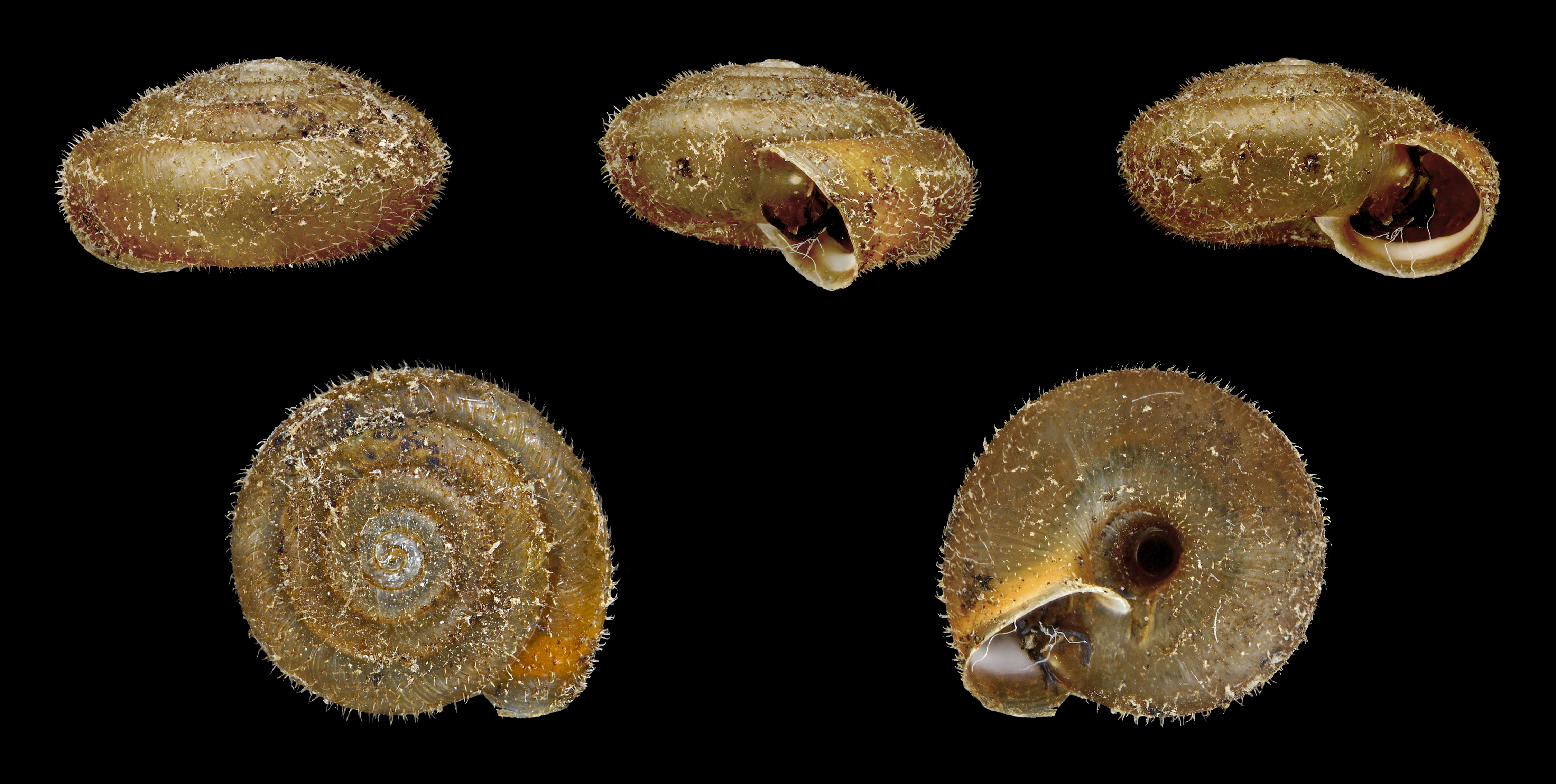
Cinq vues de coquille de Trochulus hispidus

## Aire de répartition
C'est une espèce  européenne trouvée sur le continent et sur certaines îles : 
Europe de l'Ouest: 
îles britanniques (Grande-Bretagne et Irlande), Pays-Bas, Belgique, Luxembourg, Îles Féroé, France, Suisse, Liechtenstein
Europe du Nord: 
Danemark, Norvège, Suède, Finlande
Europe centrale: 
Autriche, Allemagne, République tchèque, Pologne, Slovaquie, Hongrie, Roumanie
Europe du Sud: 
Andorre, Espagne, Italie, Bulgarie
Europe de l'Est: 
Moldavie, Estonie, Lettonie, Lituanie, Ukraine, fédération de Russie (Kaliningrad).
Quelques exemplaires ont été trouvés dans des zones agricoles de l'intérieur de l’État de New-York, probablement introduits involontairement ; il a aussi été signalé  dans le passé dans l'Est du Canada, au nord du Maine (et sur son littoral) et dans le Massachusetts par Pilsbry en 1939  et Nekola en 2008.

## Habitat
Cette espèce est présente sur une large amplitude altitudinale ; elle apprécie les zones de broussailles et de végétation herbacée vivace humide ou proche de plans d'eau (sur une échelle allant de 1 (très sec) à 7 (très humide), il a été classé à 4,87 par Čejka T & Hamerlik L (2009).

## Description
Anatomie :

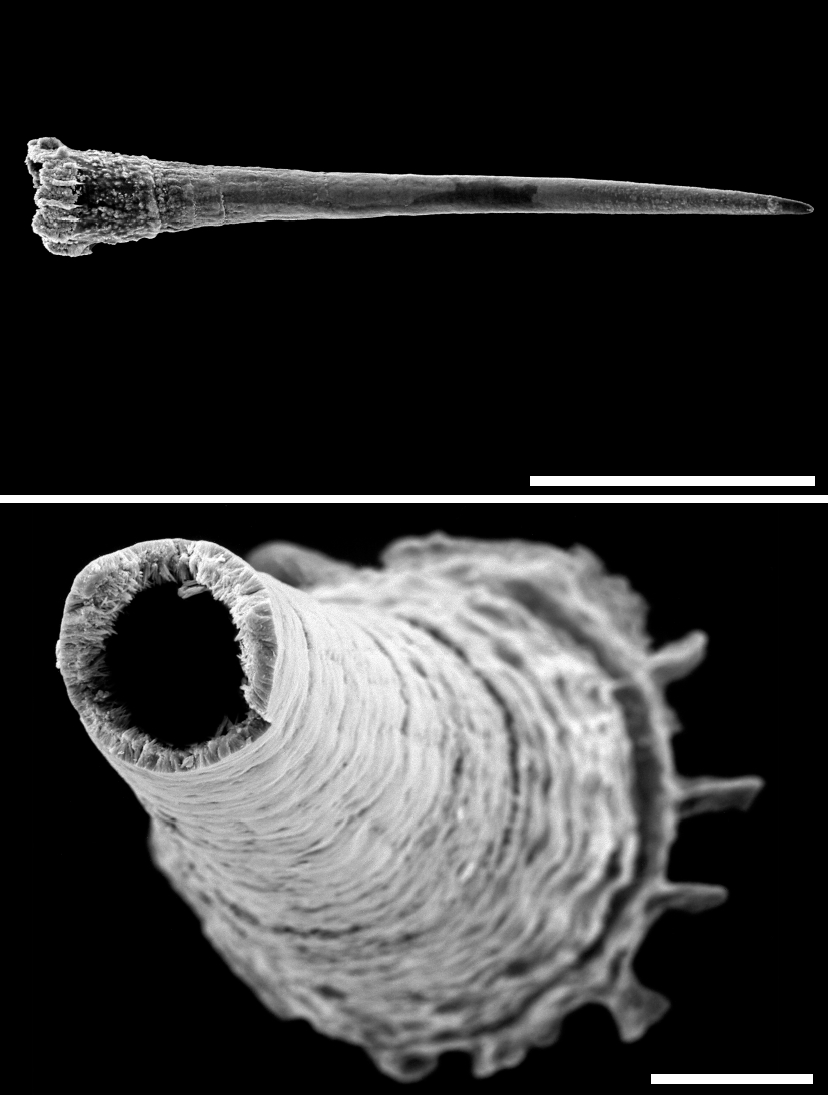
Micrographie (au microscope électronique à balayage de la « fléchette d'amour » de Trochulus hispidus : échelle de la vue du haut : barre=500µm (soir 0.5 mm).
Image du bas : coupe transversale à la base (échelle : barre=50µm)

Coquille : elle mesure 3-6 x 5-11 avec 5 à 6 verticilles modérément convexes (arrondis ou très légèrement carénés à la périphérie). 

L'ouverture présente une fine lèvre blanche à l'intérieur. 

L'ombilical est ouvert, généralement large 1/8-1/4 du diamètre de la coquille

Sa couleur est brun à brun-crème avec une bande plus claire en périphérie. 

Le périostracum : il est irrégulièrement strié, et densément couvert de poils courts (0,2-0,3 mm) et courbés ; s'ils ont disparu du reste de la coquille, il en reste en général dans l'ombilic, de plus les poils disparus laissent des cicatrices prononcées.  
L'animal : son corps est gris brunâtre avec une partie antérieure plus sombre. Shepeleva (2014) a étudié les yeux de Trochulus hispidus.
Risques de confusion : Cette espèce ne doit pas être confondue avec celles d'autres escargots terrestres dont la coquille est garnie de poils, du genre Ashfordia (ex : Ashfordia granulata).

## Reproduction
Cette espèce d'escargot crée et utilise des « fléchettes d'amour » avant l'accouplement. Ce Dard d'amour est creux et en forme d'épine.
La taille de l'œuf est de 1,5 mm

## Biologie
Cycle de vie : L'ensemble de ce cycle de vie n’a été décrit que récemment (2013) en Europe centrale (Pologne). 

L’espèce est principalement sémelpare avec un cycle annuel de vie et une longue période de reproduction se déroulant d'avril à octobre.

Les premiers jeunes escargots éclosent au printemps. Ils grandissent vite et atteignent 4 tours de spirale (coquille) à l'hiver. La croissance s’arrête presque à l'automne et reprend au début du printemps. Au printemps suivant, ils ont atteint la maturité sexuelle et peuvent se reproduire, après quoi ils meurent ;
Taux de croissance : il est en moyenne d’environ 0,3 verticille/mois à l'état sauvage ; la croissance d’abord très rapide chez le jeune escargot diminue ensuite progressivement avec l’âge ;
Les œufs : In situ comme en conditions de laboratoire, il a été observé que les œufs sont presque sphériques, d’un diamètre d’environ 1,5 mm, et pondus au printemps et en été par groupes de 1 à 47 ;
L’éclosion : elle se produit après 6 à 24 jours.
 Elle est asynchrone (tous les œufs n'éclosent pas au même moment).  
La coquille de ces escargots sortant de l’œuf ont alors environ 1,5 tour de spirales ;
Alimentation : Une analyse des préférences alimentaires montre que T. hispidus tend à restreindre ses choix alimentaires en vieillissant. Alors que les jeunes escargots semblent indifféremment consommer les feuilles de Fraxinus excelsior, d’Acer pseudoplatanus, de Tilia cordata et de A. platanoides, les adultes s’orientent préférentiellement vers F. excelsior, A. pseudoplatanus et A. platanoides.

## Génétique
Les naturalistes ont observé chez cet escargot de nombreuses variantes dans la forme des coquilles. On a récemment montré que des formes légèrement différentes de coquilles correspondent à des groupes génétiques différents. 
Le croisement de données morphométriques (de coquilles) et de données issues de séquençage de l'ADN mitochondrial montre qu'il existerait des lignées génétiquement divergentes mais morphologiquement cryptiques avec des zones de co-occurrence de lignées cryptiques chez l'escargot Trochulus. Dans une petite zone de contact (zone de co-occurrence) entre deux lignées mitochondriales ayant une distribution géographique distincte, deux groupes de génotypes nucléaires ont été observés, chacun significativement lié à une lignée mitochondriale, avec des exceptions (pour un petit nombre d’individus) dans la zone de contact, ce qui montre que les lignées sont encore interfertiles et qu’elles sont cryptiques ; c’est l’un des rares cas connus à ce jour d'hybridation chez des escargots terrestres.

## Anecdote scientifique
Un exemplaire vivant de cet escargot a été trouvé dans le plumage d'une mésange charbonnière (Parus major) hivernant dans le sud-ouest la Pologne en 2010. Ce passereau était l'une des espèces les plus petites signalées comme pouvant transporter des gastéropodes lors de leurs déplacements.  

### bibliographie
- Dépraz A, Hausser J & Pfenninger M (2009). species delimitation approach in the Trochulus sericeus/hispidus complex reveals two cryptic species within a sharp contact zone. BMC Evolutionary Biology 2009(9): 171. DOI 10.1186/1471-2148-9-171
- Kappes H, Jabin M, Kulfan J, Zach P & Topp W (2009). Spatial patterns of litter-dwelling taxa in relation to the amounts of coarse woody debris in European temperate deciduous forests. Forest Ecology and Management, 257(4), 1255-1260 (résumé).
- Kruckenhauser L, Duda M, Bartel D, Sattmann H, Harl J, Kirchner S & Haring E (2014). "Paraphyly and budding speciation in the hairy snail (Pulmonata, Hygromiidae)". Zoologica Scripta, 00, 000–000. DOI 10.1111/zsc.12046.
- Proćków M, Drvotová M, Juřičková L & Kuźnik-Kowalska E (2013) Field and laboratory studies on the life-cycle, growth and feeding preference in the hairy snail Trochulus hispidus (L., 1758) (Gastropoda: Pulmonata: Hygromiidae). Biologia, 68(1), 131-141.
- Proćków M (2009). The genus Trochulus Chemnitz, 1786 (Gastropoda: Pulmonata: Hygromiidae) - A taxonomic revision. Folia Malacologica, 17(3), 101-176.